# Maria Doris
(La finta tonta)
Maria Doris, pseudonimo di Anna Maria De Panicis (Bologna, 16 marzo 1933 – San Donà di Piave, 6 giugno 2023), è stata una cantante italiana, famosa negli anni sessanta.

## Biografia
Nacque a Bologna da padre ufficiale dei carabinieri e madre casalinga. Terminati gli studi liceali, iniziò a prendere lezioni private di canto presso il maestro Vincenzo Neri di Bologna.
Dopo una lunga gavetta, durante la quale si esibì in teatri e dancing di provincia, nel 1956 partecipò al "Concorso Nazionale Voci Nuove" per la Rai, superando ogni selezione (la prima a Bologna, la seconda a Milano, la terza a Roma) ma fermandosi a un passo dall'ammissione al VI Festival della canzone italiana di Sanremo.
Firmò un contratto con la Fonit che la presentò con il nome d'arte Maria De Panicis; pochi anni dopo assunse definitivamente il nome di Maria Doris.
In seguito a un corso di perfezionamento presso la RAI di Torino, utile per ampliare la formazione artistica, con corsi di vocalizzi, dizione e recitazione, iniziò le prime importanti trasmissioni radiofoniche, tutte rigorosamente dal vivo, assieme ai più noti maestri del momento: Pippo Barzizza, Armando Trovajoli, Francesco Ferrari, Gigi Cichellero, Enrico Simonetti, Mario Bertolazzi, Giovanni Fenati.
Fu richiesta dalle case discografiche più in voga, fra cui Fonit Cetra, Titanus, Hollywood, MRC, RCA Italiana ed Ariston Records, facendole incidere tantissimi 45 giri, le cui canzoni saranno poi trasmesse in televisione in molti programmi RAI TV e le furono dedicate molte trasmissioni 15 minuti con..., con i conduttori Renzo Palmer, Paolo Villaggio, Gino Bramieri, Corrado Mantoni, Pippo Baudo.
Nel 1962 partecipò all'edizione di Canzonissima condotta da Franca Rame e Dario Fo, dove presentò What a Sky, una canzone tratta dalla colonna sonora del film I delfini già portata al successo due anni prima da Nico Fidenco. Nel 1965, sotto contratto con la casa discografica Ariston Records, come Maria Doris incise la canzone con la quale toccherà l'apice della sua carriera, ossia La finta tonta, cover della canzone Surfing Señorita composta dal trombettista statunitense Herb Alpert  e con il testo di Luciano Beretta e Paolo Limiti.
Fu Mike Bongiorno a presentare Maria Doris e La finta tonta al pubblico, nella trasmissione La fiera dei sogni; la canzone ebbe immediato successo, scalò le classifiche della hit parade, e venne distribuita sui  juke box di tutta Italia e richiesta in numerosi spettacoli radiotelevisivi. Grazie a questo successo, la rete nazionale venezuelana Canale 8 ingaggò Maria Doris con un contratto di tre mesi. Anche la nota casa discografica francese Barclay, che allora comprendeva nelle sue file artisti come Dalida, Charles Aznavour e Domenico Modugno, la invitò ad incidere “La finta tonta” per il mercato francese.
Il successo di Maria Doris proseguì grazie ad ulteriori successi discografici: La branda (dedicata a tutti i militari), Bionda bionda, Proibita e vietata, Sabbia e miele, Perdono e Il saltarello. Fu spesso ospite di trasmissioni televisive, fra cui Rischiatutto e Giochi in famiglia, entrambe condotte da Mike Bongiorno.
Partecipò al Festival della Risata di Rimini, classificandosi al primo posto con La finta tonta, nonché al Festival di Pesaro e alla Mostra internazionale di musica leggera di Venezia, e al Premio TV - Premio regia televisiva, condotto da Daniele Piombi. All'apice del successo, si ritirò dalle scene dopo il matrimonio con un allora capitano dell’esercito, oggi generale, trasferendosi a vivere a San Donà di Piave.
Negli ultimi anni di vita tornò  in televisione con alcuni dei suoi successi in alcune trasmissioni RAI condotte da Paolo Limiti.

## Discografia parziale

### Album
- 1974: Canzoni per tutte le età (Edig, ZSKE 55376)

### Singoli
- 1959: Ce l'hai/Giamaica (Cetra, SP 441; come Anna De Panicis
- 1959: Good Bye, Posillipo/Ti sognerò (Cetra, SP 442; come Anna De Panicis
- 1960: Cielo e terra/Basta nascere donna (Cetra, SP 767; come Maria De Panicis con Rosaclot e il suo complesso)
- 1960: Colpevole/La canzone di Orfeo (Cetra, SP 768; come Maria De Panicis con Rosaclot e il suo complesso)
- 1964: Buon Natale all'italiana/La strada più lunga (Hollywood, H 1022)
- 1965: La finta tonta/So che tornerai (Ariston Records, AR 034)
- 1965: Fin che la va...!/Bionda bionda (Ariston Records, AR 107)
- 1965: La branda/Il mio sciu sciu (Ariston Records, AR 124)
- 1967: Champagne e gazzosa/Non so fare a meno di te (Ariston Records, AR 236)
- 1969: Per la bionda si farà/Proibita e vietata (MRC, 402)
- 1970: Bocce e barbera/Voglio amarti così (MRC, 410)
- 1970: Su e giù/Godimento (Italvox, 04 NP)
- 1971: La bambolona/Cha cha cha (Italvox, 07 NP)
- 1972: Sabbia e miele/Nel mondo (Boston, BEM 0016)
- 1974: Perdono/Ma perché (Boston, BEM 0034)

#### Singoli pubblicati all'estero
- 1965: La finta tonta/Se que volveras (Disc Jockey, 577; pubblicato in Argentina)

### Apparizioni
- 1967: El junior en Europa (Velvet, LPV1296) con il brano Rubia rubia
- 1993: Red Ronnie presenta Quei favolosi anni '60 (Fabbri Editori, QFAS 57) con il brano La finta tonta
- Facciamoci compagnia (Ariston Records, AR/0102 - 0103/LP) con il brano La finta tonta